# Phintella suknana
Phintella suknana là một loài nhện trong họ Salticidae. Loài này được phát hiện ở Ấn Độ.